# Miele K 2

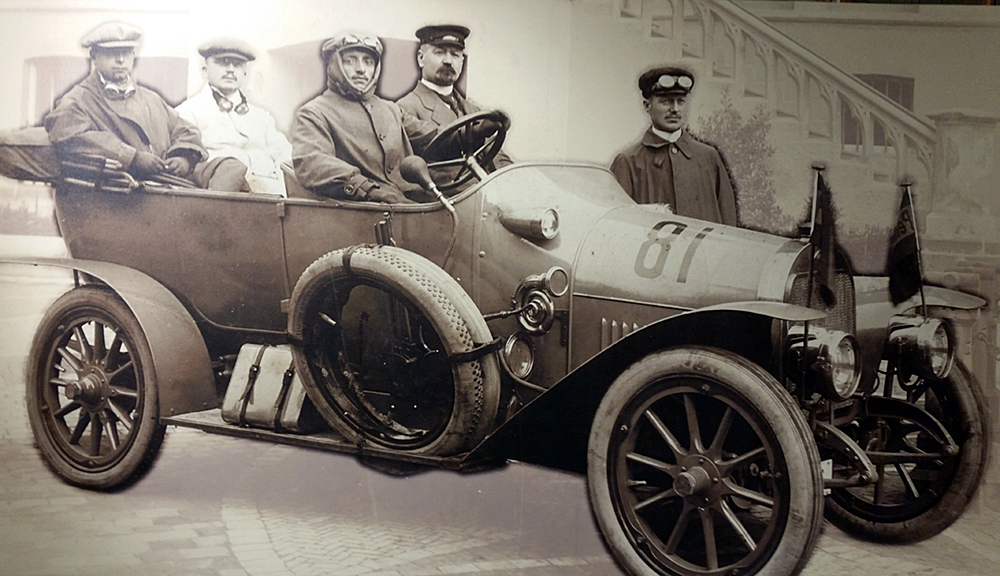
Laut einer Quelle ein Miele K 2 oder Miele K 3. Laut einer anderen Quelle ein Miele K 1.

Der Miele K 2 war das mittlere Automodell der Miele & Cie. KG aus Gütersloh, das zwischen April 1912 und Februar 1914 produziert wurde. Andere Schreibweisen des Modellnamens lauteten Miele K2, Miele K.2 und Miele K II. Technisch war das Modell identisch mit dem Miele K 3.

## Beschreibung

### Fahrgestell
Das Fahrgestell war konventionell mit Frontmotor, Kardanwelle und Hinterradantrieb. Es war vorne verjüngt und hinten hochgekröpft. Der Radstand betrug 2700 mm und die Spurweite 1300 mm. Der Aufbau für die Passagiere war 2280 mm lang. Die Fahrzeugmaße sind nicht bekannt.

### Motor
Ein Vierzylinder-Viertakt-Reihenmotor trieb die Fahrzeuge an. Die Kühlung des Motors erfolgte über eine Thermosiphonkühlung, damals Thermo-Syphon-Kühlung geschrieben. Der Motor hatte 78 mm Bohrung, 120 mm Hub und 2292 cm³ Hubraum. Das entsprach 9 Steuer-PS. Die Motorleistung betrug 28 PS. Daher wurde das Modell auch 9/28 PS genannt. Es gibt Hinweise darauf, dass der Motor zunächst 22 PS leistete und das Modell daher auch 9/22 PS genannt wurde – allerdings bestätigt das Miele-Auslieferungsbuch diese Hinweise nicht. Die Magnetzündung kam von Bosch.

### Kraftübertragung
Das Getriebe hatte vier Vorwärts- und einen Rückwärtsgang und wurde über eine Kulissenschaltung betätigt. Die Kupplung war eine Lamellenkupplung. 

### Höchstgeschwindigkeit
Das Unternehmen gab die Höchstgeschwindigkeit mit 70 bis 80 km/h für die viersitzige Torpedoausführung an.

### Karosserie
Zur Wahl standen zwei- und viersitzige Torpedo, viersitzige Landaulets, viersitzige Limousinen und zweisitzige Lieferwagen.

## Preise und Zubehör
Der Preis für das Fahrzeug war abhängig von der Karosserie:
- 5500 M für das Fahrgestell
- 5900 M für den zweisitzigen Torpedo-Phaeton
- 6200 M für den viersitzigen Torpedo-Doppel-Phaeton
- 7400 M für das viersitzige Landaulet mit Torpedo-Windschutz, Vordach und aufklappbarer Glasscheibe
- 7500 M für die viersitzige Limousine mit Torpedo-Windschutz, Vordach und aufklappbarer Glasscheibe
- 6500 M für den zweisitzigen Lieferwagen mit Kasten, Eisengalerie und Vordach für 450 kg Nutzlast

Bei Fahrzeugauslieferung wurden die folgenden Werkzeuge und Ersatzteile gratis mitgeliefert:
- Werkzeug:
  - 1 verstellbarer Mutterschlüssel
  - 3 doppelte Gabelschlüssel
  - 2 einfache Gabelschlüssel
  - 2 Rohrschlüssel
  - 1 Achsmutterschlüssel
  - 1 Düsenschlüssel
  - 2 Schraubenzieher
  - 1 Hammer
  - 1 Flachzange
  - 1 Beißzange
  - 1 Feile
  - 1 Radabzieher, für Vorder- und Hinterrad passend
  - 1 Ölkanne
  - 2 Montierhebel (falls Bereifung mitgeliefert wird)
- Ersatzteile:
  - 1 Ventil
  - 1 Ventilfeder
  - 1 Federteller mit Keil
  - 2 Gaze-Zylinder für Ölfilter
  - 1 Büchse mit Muttern und Splinten

Für die Fahrzeuge gab es eine umfangreiche Liste für besondere Zubehör- und Ausstattungsgegenstände. Angaben in Goldmark.
| Nr. | Bezeichnung des Zubehör- oder Ausstattungsgegenstandes                                                                | Miele K 1 Miele K 2 | Miele K 3 |
| --- | --- | ------------------- | --------- |
| 1   | Schutzscheibe vor dem Führersitz verstellbar und Anbringen                                                            | 120,--              | 130,--    |
| 2   | Verdeck aus wasserdichtem starkem Segeltuch für Zweisitzer ohne Seitenteil                                            | 150,--              | 170,--    |
| 3   | Segeltuch für Zweisitzer mit Seitenteil                                                                               | 175,--              | 195,--    |
| 4   | Verdeck für Viersitzer ohne Seitenteil                                                                                | 220,--              | 240,--    |
| 5   | Verdeck für Viersitzer mit Seitenteil                                                                                 | 250,--              | 280,--    |
| 6   | Schutzhülle für das zurückgeklappte Verdeck                                                                           | 40,--               | 45,--     |
| 7   | Scheinwerfer Nr. 1, emailliert, Entwickler, Rohrleitung, Halter und Anbringen                                         | 90,--               | 110,--    |
| 8   | Scheinwerfer Nr. 2, Messing poliert, Zubehör wir Nr. 1                                                                | 110,--              | 125,--    |
| 9   | Scheinwerfer Nr. 3, mittlere Größe, Torpedoform mit Silberglas-Reflektoren, großen Entwickler, Halter und Anbringen   | 130,--              | 140,--    |
| 10  | Scheinwerfer Nr. 4, Torpedoform, extra groß mit Silberglas-Reflektoren, Entwickler, Rohrleitung, Halter und Anbringen | 140,--              | 150,--    |
| 11  | Petroleum-Seitenlaternen (Preis pro Paar)                                                                             | 36,--               | 40,--     |
| 12  | Elektrische Seitenlaternen ohne Akkumulator (pro Paar)                                                                | 32,--               | 36,--     |
| 13  | Halter für Seitenlaternen und Anbringen                                                                               | 20,--               | 20,--     |
| 14  | Schlusslampen mit Sturmlaterne                                                                                        | 26,--               | 26,--     |
| 15  | Halter dazu und Anbringen                                                                                             | 7,50                | 7,50      |
| 16  | Schlusslampen elektrisch mit Akkumulator Nr. 1, Leitung und Anbringen                                                 | 56,--               | 56,--     |
| 17  | Akkumulator Nr. 1, mit Holzkasten ca. 45 Brennstunden                                                                 | 37,--               | 37,--     |
| 18  | Akkumulator Nr. 2, mit Holzkasten ca. 70 Brennstunden                                                                 | 46,--               | 46,--     |
| 19  | Kilometerzähler an der Radkappe                                                                                       | 42,--               | 42,--     |
| 20  | Geschwindigkeitsmesser, System Jones Spitometer mit Anbringen                                                         | 160,--              | 160,--    |
| 21  | Überzug für Vordersitz                                                                                                | 45,--               | 50,--     |
| 22  | Überzug für Hintersitz                                                                                                | 55,--               | 60,--     |
| 23  | Überzug für Rückwand des Vordersitzes und Seitenwände                                                                 | 30,--               | 40,--     |
| 24  | Huppe 1 mit Metallschlauch und Sieb                                                                                   | 24,--               | 24,--     |
| 25  | Huppe 2 mit Metallschlauch und Sieb                                                                                   | 28,--               | 28,--     |
| 26  | Huppe 3 mit Metallschlauch und Sieb                                                                                   | 32,--               | 32,--     |
| 27  | Metallschlauch | 7,50                | 7,50      |
| 28  | Huppe mit Metallschlauch und mechanischem Antrieb, Preis ab                                                           | 85,--               | 85,--     |
| 29  | Schutzhülle für einen Pneumatik 760x90                                                                                | 20,--               | 20,--     |
| 30  | Schutzhülle für einen Pneumatik 810x90                                                                                | 25,--               | 25,--     |
| 31  | Beutel für Schlauch, per Stück                                                                                        | 8,--                | 8,--      |
| 32  | Schutzhülle für 2 Scheinwerfer                                                                                        | 14,--               | 14,--     |
| 33  | Schutzhülle für 2 Seitenlaternen                                                                                      | 10,--               | 10,--     |
| 34  | Auspufföffner | 25,--               | 25,--     |
| 35  | Nummernschild vorn, einschließlich Anbringen                                                                          | 7,50                | 7,50      |
| 36  | Verkleidung zwischen Chassis und Trittbrett                                                                           | 46,--               | 46,--     |
| 37  | Werkzeugkasten, lackiert                                                                                              | 25,--               | 25,--     |
| 38  | Werkzeugkasten, poliert und besonderen Beschlag                                                                       | 35,--               | 35,--     |
| 39  | Wagenheber | 18,--               | 18,--     |
| 40  | Luftpumpe | 16,--               | 16,--     |
| 41  | Mehrpreis mit abnehmbarer Continental-Felge bei 760 mm Felgendurchmesser                                              | 260,--              | 260,--    |
| 42  | Mehrpreis mit abnehmbarer Continental-Felge bei 810 mm Felgendurchmesser                                              | 275,--              | 275,--    |
| 43  | Reserve-Felge 760 mm Felgendurchmesser, pro Stück                                                                     | 40,--               | 40,--     |
| 44  | Reserve-Felge 810 mm Felgendurchmesser, pro Stück                                                                     | 45,--               | 45,--     |
| 45  | 1 Satz Reifenhalter                                                                                                   | 35,--               | 35,--     |
| 46  | Stepnay-Rad, komplett mit Klammern und Radhalter und Anbringen, 760 mm Durchmesser                                    | 120,--              | 120,--    |
| 47  | Stepnay-Rad, komplett mit Klammern und Radhalter und Anbringen, 810 mm Durchmesser                                    | 130,--              | 130,--    |
|     | Mehrpreise für stärkere Gummireifen: 760x100 statt 760x90 (Preis für 2 Räder)                                         | 50,--               | 50,--     |
|     | Mehrpreise für stärkere Gummireifen: 765x105 statt 760x90 (Preis für 2 Räder)                                         | 53,--               | 53,--     |
|     | Mehrpreise für stärkere Gummireifen: 760x120 statt 760x90 (Preis für 2 Räder)                                         | 110,--              | 110,--    |
|     | Mehrpreise für stärkere Gummireifen: 810x100 statt 810x90 (Preis für 2 Räder)                                         | 60,--               | 60,--     |
|     | Mehrpreise für stärkere Gummireifen: 815x100 statt 810x90 (Preis für 2 Räder)                                         | 64,--               | 64,--     |
|     | Mehrpreise für stärkere Gummireifen: 810x120 statt 810x90 (Preis für 2 Räder)                                         | 107,--              | 107,--    |
|     | Mehrpreis für Gleitschutz oder Rillenreifen pro Rad: 760x90                                                           | 22,--               | 22,--     |
|     | Mehrpreis für Gleitschutz oder Rillenreifen pro Rad: 760x100                                                          | 29,--               | 29,--     |
|     | Mehrpreis für Gleitschutz oder Rillenreifen pro Rad: 765x105                                                          | 29,50               | 29,50     |
|     | Mehrpreis für Gleitschutz oder Rillenreifen pro Rad: 760x120                                                          | 25,50               | 25,50     |
|     | Mehrpreis für Gleitschutz oder Rillenreifen pro Rad: 810x90                                                           | 25,50               | 25,50     |
|     | Mehrpreis für Gleitschutz oder Rillenreifen pro Rad: 810x100                                                          | 30,50               | 30,50     |
|     | Mehrpreis für Gleitschutz oder Rillenreifen pro Rad: 815x105                                                          | 30,50               | 30,50     |
|     | Mehrpreis für Gleitschutz oder Rillenreifen pro Rad: 820x120                                                          | 29,--               | 29,--     |

## Sonstiges
Miele gewährte 6 Monate Garantie.

## Zuverlässigkeitsfahrt 1912
Ein Miele-Fahrzeug nahm 1912 an einer dreitägigen Automobil-Sternfahrt über 1400 Kilometer von Minden nach Frankfurt am Main unter dem Protektorat des Prinzen Heinrich von Preußen teil. Eine Quelle nennt Motordaten, die zu K 2 und K 3 passen.

## Stückzahlen
Nach Angaben des Auslieferungsbuches von Miele entstanden 47 oder 48 Fahrzeuge – möglicherweise noch eins mehr, weil im Buch ein Fahrzeug ohne Modellbezeichnung aufgeführt ist.